# Psorocampa denticulata
Psorocampa denticulata är en fjärilsart som beskrevs av William Schaus 1901. Psorocampa denticulata ingår i släktet Psorocampa och familjen tandspinnare. Inga underarter finns listade.